# Jens Baxmann
Jens Baxmann (* 24. März 1985 in Wernigerode, DDR) ist ein ehemaliger deutscher Eishockeyspieler und derzeitiger -funktionär, der im Verlauf seiner aktiven Karriere zwischen 2003 und 2022 unter anderem 939 Spiele für die Eisbären Berlin und Iserlohn Roosters in der Deutschen Eishockey Liga (DEL) auf der Position des Verteidigers bestritten hat. Mit den Eisbären Berlin gewann Baxmann insgesamt siebenmal die Deutsche Meisterschaft. Baxmann arbeitet seit Oktober 2024 als Sportlicher Leiter bei den Lausitzer Füchsen in der DEL2.

## Karriere
Jens Baxmann begann seine Karriere beim ESV Schierke, bei dem er bis ins Schüleralter spielte. Danach wechselte er in den Westharz zum Braunlage SC/Harz, für den er in der Saison 2000/01 in der – sechstklassigen – Niedersachsenliga neun Spiele absolvierte. Während eines Nachwuchsspiels zwischen dem Braunlager SC/Harz und den Eisbären Juniors Berlin auf dem Halberstädter Weihnachtsmarkt wurde Baxmann von den Verantwortlichen der Eisbären entdeckt und wechselte 2001 zu den Juniors. Für die Juniors spielte er in der Deutschen Nachwuchsliga (DNL) und in der viertklassigen Regionalliga, bevor er 2003 zu seinen ersten Einsätzen im DEL-Team der Eisbären kam. In den Playoffs 2003/04 bestritt er alle Partien der Eisbären und kam im April 2004 gegen die DEG Metro Stars zu seinem ersten Scorerpunkt in der DEL. Die Eisbären erreichten das DEL-Finale, das jedoch mit 1:3 Siegen gegen die Frankfurt Lions verloren ging.
Anschließend gewann Baxmann mit Berlin sieben Deutsche Meisterschaften (2005, 2006, 2008, 2009, 2011, 2012 und 2013) in neun Jahren, wenngleich sein Anteil daran über die Jahre variierte. In der Saison 2006/07 – die Eisbären scheiterten in den Pre-Play-offs – bekam Baxmann nur noch wenig Einsatzzeiten und wurde meist statt auf seiner angestammten Verteidigerposition in der vierten Sturmreihe eingesetzt. Im April 2007 musste er sich einer Schulteroperation unterziehen, um dann zu Beginn der folgenden Saison sehr gute Leistungen zu zeigen. 2008 erzielte der Verteidiger den entscheidenden Treffer, der zum Pokalsieg der Eisbären führte.
Nach 18 Jahren mit 860 DEL-Partien erhielt er nach der Saison 2018/19 von den Berlinern keinen neuen Vertrag mehr und wechselte zur Saison 2019/20 zum Ligakonkurrenten Iserlohn Roosters. Nach zwei Jahren bei den Roosters entschied sich Baxmann im Juni 2021 für eine Zweijahresvertrag bei den Lausitzer Füchsen aus der zweitklassigen DEL2. Im August 2022 wurde bekannt gegeben, dass Baxmann aufgrund einer Augenverletzung im Alter von 37 Jahren seine Karriere beenden musste. Seit Januar 2022 hatte er kein Spiel mehr bestreiten können.
Baxmann blieb den Füchsen jedoch in anderer Position erhalten und war ab 2023 als Berater im sportlichen Bereich tätig, während er parallel ein Studium in der Fachrichtung Sportmanagement absolvierte. Nach dem erfolgreichen Abschluss des Studiums stieg er bei den Oberlausitzern im Oktober 2024 zum Sportlichen Leiter auf. 

### International
Für die deutsche Nationalmannschaft bestritt Baxmann insgesamt 39 Partien, darunter die Weltmeisterschaften der Jahre 2013 und 2015.

## Erfolge und Auszeichnungen
| - 2004 Deutscher Vizemeister mit den Eisbären Berlin - 2005 Deutscher Meister mit den Eisbären Berlin - 2006 Deutscher Meister mit den Eisbären Berlin - 2008 Deutscher Meister mit den Eisbären Berlin - 2009 Deutscher Meister mit den Eisbären Berlin | - 2010 European-Trophy-Gewinn mit den Eisbären Berlin - 2011 Deutscher Meister mit den Eisbären Berlin - 2012 Deutscher Meister mit den Eisbären Berlin - 2013 Deutscher Meister mit den Eisbären Berlin - 2018 Deutscher Vizemeister mit den Eisbären Berlin |

## Karrierestatistik

### International
Vertrat Deutschland bei:
| - World U-17 Hockey Challenge 2002 - U18-Junioren-Weltmeisterschaft der Division I 2003 - U20-Junioren-Weltmeisterschaft 2005 | - Qualifikationsturnier für die Olympischen Winterspiele 2014 - Weltmeisterschaft 2013 - Weltmeisterschaft 2015 |

(Legende zur Spielerstatistik: Sp oder GP = absolvierte Spiele; T oder G = erzielte Tore; V oder A = erzielte Assists; Pkt oder Pts = erzielte Scorerpunkte; SM oder PIM = erhaltene Strafminuten; +/− = Plus/Minus-Bilanz; PP = erzielte Überzahltore; SH = erzielte Unterzahltore; GW = erzielte Siegtore; 1 Play-downs/Relegation; Kursiv: Statistik nicht vollständig)